# Système éducatif au Brésil
Le système éducatif au Brésil est décentralisé et composé d’institutions publiques et d’établissements privés. Le Ministère de l'Éducation (MEC) contrôle l’enseignement au niveau national, secondé par le Conseil National de l’Éducation.
L'enseignement est obligatoire pour tous les enfants âgés de 6 à 14 ans et il se divise en éducation de base (l'éducation infantile, l'enseignement fondamental et le moyen) et supérieure. L'éducation publique est gratuite à tous les niveaux et sa responsabilité se répartit entre les États, le district fédéral et les municipalités. 

## Histoire
Le modèle éducationnel apporté par les Portugais à l'époque de la colonisation n'a pas souffert des modifications importantes jusqu'à l'indépendance du pays. En 1827, une loi établie exigeait la création d'écoles primaires dans toutes les villes et les villages plus populeux. Malheureusement, l'absence d'un centre de formulation de la politique éducationnel a retardé le développement de l'éducation populaire.
À partir de 1932, il[Qui ?] commence un mouvement d’une ample réforme de l'éducation nationale. À cette époque, les premières universités brésiliennes ont été créées, ainsi que grandes réformes de l'enseignement. En 1961, la première Loi des Directives et Bases de l’Éducation (LDB) a été promulguée, et plusieurs changements importants se sont produits, tels comme la création d'agences d'aide à la recherche et aux cycles supérieurs, et l'augmentation des années d’étude obligatoire de quatre à huit ans.
La seconde LDB a été promulguée en 1971, en élargissant considérablement les responsabilités du Pouvoir Public concernant l'éducation. L’actuelle LDB a été sanctionnée par le président Fernando Henrique Cardoso et par le Ministre de l'Éducation Paulo Renato le 20 décembre 1996. Basée sur le droit universel à l'éducation pour tous, LDB de 1996 a apporté divers changements concernant les lois précédentes, comme l'inclusion de l'éducation infantile (crèches et école maternelle) comme première étape de l'éducation de base.
En 2004, des partis de droite présentent une proposition de loi intitulée « L’école sans partis ». Ce projet, qui entend lutter contre les « abus de la liberté d’enseigner », consiste à apposer dans chaque salle de classe du Brésil une plaque (de 90 centimètres de haut sur 70 de large) décrivant les « devoirs du professeur », avec un numéro de téléphone anonyme pour que les élèves puissent dénoncer les enseignants qui chercheraient à les « endoctriner ». Bien que ce projet soit déclaré inconstitutionnel par la Cour suprême (néanmoins illégalement appliqué dans l’État d'Alagoas) il est à nouveau porté en 2017 dans plusieurs États et villes.

## Niveaux d'enseignement
Les niveaux d’enseignement sont constitués par : l’éducation basique (qui comprend l'éducation infantile, l'enseignement fondamental et l’enseignement moyen) et l’éducation supérieure. 
L'année scolaire se divise en deux semestres : le premier commence en février et s'achève fin-juin et le deuxième commence en août et s'achève à la mi-décembre. Les vacances d'hiver ont lieu en juillet et celles d'été en décembre/janvier.
L'éducation infantile se fait dans les crèches pour les enfants âgés de 0 à 3 ans et dans les écoles préparatoires pour les enfants de 4 à 5 ans. Dans les écoles privées, en général, l'éducation infantile accueille des enfants à partir de 2 ans.
L'enseignement fondamental dure au minimum neuf ans et est divisé en deux parties : l'enseignement fondamental I, qui va de la première année à la cinquième année, et l'enseignement fondamental II, qui va de la sixième année à la neuvième année. L'enseignement est obligatoire jusqu'à l'âge de 14 ans. 
L’enseignement moyen, la dernière étape de l'éducation basique, dure au minimum trois ans et tient compte de la formation générale de l'étudiant. Il peut inclure l'éducation professionnelle.
L’éducation supérieure comprend le premier cycle, avec une durée de deux à six ans, et les cycles supérieurs, qui varient de deux à quatre ans pour la maîtrise, et de quatre à six ans pour le doctorat. Le gouvernement fédéral entretient au moins une université dans chaque État de la fédération. En raison de la grande demande d'enseignement supérieur et du manque de places, les Facultés et les universités du Brésil, aussi bien publiques que privées, imposent un examen d'entrée appelé « vestibular ».

## Quelques chiffres
Dans les dernières décennies, la situation éducationnelle brésilienne s'est amélioré significativement. En 2000, 97 % des enfants et adolescents de 7 à 16 ans bénéficient de l'accès universel à l'enseignement primaire et il y a eu une diminution du taux d’analphabétisme, de 20,1 % à 11,8 %.
En 2002, la durée moyenne de la scolarité des personnes âgées de 10 ans ou plus était de 6,2 années d’étude. Concernant le nombre d’élèves ayant terminé l’enseignement moyen, il y a eu une augmentation de 100,2 % entre 1994 et 2000. Cette augmentation peut s'expliquer par l'amélioration de l'accès à l'enseignement primaire et de sa qualité, ce qui a permis de diminuer les redoublements et les abandons scolaires.
En 2016, le taux d'analphabétisme s’élève à 7,2 % d'après l'Institut brésilien de géographie et de statistique. L'étude révèle de fortes disparités selon les régions. En outre, beaucoup de Brésiliens ne peuvent effectuer d'études, contraints de travailler. D'après certains analystes, les lois adoptées en 2017 sur l’assouplissement de la définition juridique de l'esclavage risquent d’empêcher davantage de Brésiliens d’accéder aux études.

## Universités
La population noire, longtemps marginalisée, a bénéficié des politiques de redistribution sociale imposées par Lula et poursuivies par Dilma Rousseff. En dix ans, le taux d’étudiants noirs dans les universités est passé de moins de 2 % à 9 % en 2013.
Le gouvernement de Jair Bolsonaro annonce en mai 2019 des coupes dans le budget de l’enseignement supérieur, à hauteur de 5,1 milliards de reais (1,6 milliard d’euros). Il souhaite s’attaquer en priorité aux filières de philosophie, sciences sociales, et littérature, et implanter davantage d’écoles civiques-militaires. Le gouvernement décide également de réduire de 30 % le budget de trois des plus importantes universités du pays (l’université fédérale de Bahia, l’université fédérale Fluminense, et l’Université nationale de Brasilia), affirmant vouloir de cette façon contrer « l'infiltration marxiste ». Le ministre de l’Éducation, Abraham Weintraub, a notamment accusé les étudiants d’être des « aspirateurs d’impôts  », affirmant également « Quand les gens vont à l’université pour faire la fête, sécher les cours ou faire des séminaires qui n’apportent rien à la société, c’est de l’argent gaspillé. » Le budget du ministère de l’Éducation diminue encore de 17 % en 2020. 